# Kassai-Schallmayer Ferenc
Kassai-Schallmayer Ferenc (Kassa, 1903. – Budapest, 1946. október 30.) magyar szélsőjobboldali, nyilas politikus.

## Élete
16 éves korában megszökött Kassáról és beállt a Vörös Hadseregbe. Részt vett a Felvidékért vívott harcokban. Ekkor ismerkedett meg a kommunista eszmékkel. A Tanácsköztársaság megdöntése után hazatért Kassára, ahol előbb lakatos, majd nyomdásztanonc lett. 
Ő lett a Szocialista Ifjúmunkás Szövetség alapítója, ami a Kommunisták Magyarországi Pártja vezetőségébe is delegálta. Előbb Gyöngyösön, majd Budapesten dolgozott, belépett a nyomdász szakszervezetbe. A '30-as években kapcsolatba került a Bécsben élő emigráns magyar kommunistákkal.
Weisshaus Aladár vezetésével megalapította az Új Szó című újságot. Az ebbe írt cikkeiből kiderült, hogy rokonszenvezik a fasiszta eszmékkel, amiért kizárták a pártból. Ekkor lett tagja a Szálasi Ferenc vezette Nyilaskeresztes Pártnak. Nem sokkal később „titkos karhatalom szervezése” vádjával letartóztatták és két évi börtönre ítélték, majd internálták. 1941-ben szabadult ki. 
1943-ban a nyilas párt propagandafőnöke lett. A nyilas hatalomátvételt követően a Szálasi-kormányban tárca nélküli nemzetvédelmi és propaganda miniszter lett. A kormány többi tagjával együtt a szovjetek elől a Harmadik Birodalomba menekült. Itt fogták el az amerikaiak, akik kiszolgáltatták Magyarországnak, ahol Kolosváry-Borcsa Mihállyal együtt halálra ítélték és felakasztották.